# Anh hùng thiết quyền
Anh hùng thiết quyền (tên tiếng Hoa: 鐵拳英雄; tên tiếng Anh: The Righteous Fists; tên cũ: Phố người Hoa) là bộ phim truyền hình Hồng Kông thuộc thể loại hành động, võ thuật, kịch tính lấy bối cảnh tại Thái Lan vào thời kỳ Dân Quốc được sản xuất và phân phối bởi TVB. Phim có sự góp mặt của dàn diễn viên nổi tiếng bao gồm Trần Triển Bằng, Đường Thi Vịnh,  Trần Sơn Thông,  Diêu Tử Linh, Ngũ Doãn Long,  Nguyên Thu,  Vương Quân Hinh,  Lưu Dĩnh Tuyền,  Âu Thoại Vĩ,  Trương Quốc Cường,  Vương Tử Hàm,  Hàn Mã Lợi,  Lương Thuần Yến,  Trần Quốc Phong, Lương Tranh và Tuyết Ni. Bộ phim còn có sự tham gia chỉ đạo võ thuật của Quách Truy với phần biên tập do Diệp Thiên Thành và Ngũ Lập Quang đảm nhiệm và được chỉ đạo sản xuất bởi giám chế Văn Vĩ Hồng.
Ban đầu, phim được dự kiến là một trong mười bốn phim của Lễ khánh đài TVB năm 2019. Tuy nhiên sau đó, đã bị dời sang trở thành một trong mười hai phim của Lễ khánh đài TVB năm 2020. Đồng thời phim cũng được đề xuất tham gia Liên hoan Phim điện ảnh và truyền hình Quốc tế Hồng Kông năm 2020 và 2021. Cuối cùng, phim được chọn trở thành phim truyền hình Tết năm 2022. Phim được công chiếu nhân dịp kỷ niệm 200 năm thành lập của công ty dược phẩm Mã Bách Lương.

## Nội dung
Thập niên ba mươi, cả nhà Bộ Thanh Vân (Trần Triển Bằng đóng) đến phố người Hoa ở Băng Cốc (Thái Lan) sinh sống, với mong ước tạo dựng cuộc sống tốt đẹp nơi đây. Nhưng trong lúc còn “chân ướt chân ráo”, cha anh – Bộ Thiên Hạ cùng với hai người đồng hương là Liên Chấn Sơn và Lộ Hướng Đông dũng cảm đứng lên bảo vệ kẻ yếu, đã đắc tội với thế lực ngầm và vô tình đẩy các con của mình vào vòng nguy hiểm. Họ không màng tính mạng cứu các con, nhưng trái với Chấn Sơn và Hướng Đông được ca ngợi là hy sinh vì chính nghĩa, thì Thiên Hạ bị vu tội cấu kết hắc bang, phản bội anh em. Thanh Vân cùng con trai của Chấn Sơn may mắn sống sót, còn hai người em của anh và con gái của Hướng Đông mất tích. Bản thân còn quá nhỏ để tìm hiểu ngọn ngành sự việc, mẹ - Đinh Tế Phụng (Nguyên Thu đóng) lại trở nên điên khùng vì quá sốc, Thanh Vân đành cùng mẹ rời khỏi phố người Hoa.
Hai mươi lăm năm sau, trong lúc hai người em vẫn biệt vô âm tín, thì chuyện không ngờ xảy ra, Tế Phụng cũng đột nhiên biến mất. Lo lắng mẹ đã nhớ lại mọi chuyện, một lần nữa, Thanh Vân đặt chân trở lại phố người Hoa. Anh làm quen với Tiền Thiên Thiên (Đường Thi Vịnh đóng) – cô gái kiếm sống bằng nghề lừa bịp, nhưng giúp đỡ anh rất nhiều. Lúc này, con trai của Chấn Sơn – Liên Kích (Trần Sơn Thông đóng) đang là cảnh sát, nhưng lại nhận tiền làm việc cho hai ông trùm hắc bang, là Bành Kiên (Trương Quốc Cường đóng) và Kim Long (Âu Thoại Vĩ đóng).
Con trai một của Bành Kiên cùng vị hôn thê Trình An Na (Vương Quân Hinh đóng) vừa về Băng Cốc, thì bất ngờ bị ám sát, đẩy cuộc xung đột giữa hai băng đảng lên đỉnh điểm.
Nhiều lần chứng kiến bọn hắc bang “coi trời bằng vung”, tuy chuyện năm xưa của cha vẫn còn đó, nhưng với võ công cao cường, Thanh Vân quyết định lập hội Hoa kiều, tập hợp những người cùng chí hướng nhằm giúp thiện trừ ác...

## Diễn viên

### Nhà họ Bộ
Trần Triển Bằng vai - Bộ Thiên Hạ/Bộ Thanh Vân
Nguyên Thu vai - Đinh Tế Phụng
Vương Quân Hinh vai - Trình An Na/ Bộ Thanh Tâm (giả dạng)
Lưu Bội Nguyệt vai -  Bộ Thanh Tâm
Trịnh Thế Hào Vai - Bộ Thanh Nguyên

### Nhà họ Liên
Trần Sơn Thông vai - Liên Chấn Sơn/Liên Kích
Ngô Bội Như vai - Phương Mỹ Như
Dương Chứng Hoa vai - Phương Chí Cương
Diệu Oánh Oánh vai - Chung Mỹ Cầm
Lưu Dĩnh Tuyền Vai - phương tiểu nhu

### Nhà họ Kim / Võ quán Ngũ Long
Âu Thoại Vĩ vai - Kim Long
Diệu Tử Linh vai - Kim Phúc Muội
Ngạo Gia Niên vai - Kim Diệu Long

### Cục Cảnh sát
Lâm Vĩ vai Trịnh Sa Mã

## Giai thoại
Ban đầu, bộ phim được dự kiến sẽ phát sóng vào tháng 9 năm 2020 và một đoạn quảng cáo của phim cũng đã được ra mắt (với tựa đề cũ là Phố người Hoa). Tuy nhiên sau đó, phim đã bị dời lịch phát sóng và bị thay thế bởi Đặc công C9. Tháng 10, 2021, có một số nguồn tin cho rằng một số đoạn hội thoại trong phim đã được lồng tiếng lại.